# アウグスタ・ホルツ
アウグスタ・ホルツ（Augusta Holtz、1871年8月3日 - 1986年10月21日）は、1985年2月16日から死去するまで、世界最高齢だったと認定されている人物である。アメリカ・ミズーリ州の歴代最高齢者。115歳に達した最初の確証ある人物で、1990年にジャンヌ・カルマンに破られるまで世界でもっとも長生きした人物であった。その記録が確かなものとして認定されたのは死後26年後の2012年9月のことであった。ホルツが認定される以前は、同時期の存命人物の世界最高齢は2歳年下のマミー・エヴァ・キースが認定されていた。
1871年、ドイツ帝国・ポーゼン（現在のポーランド・ポズナン）出身。2歳のときにアメリカに移住した。結婚したあとは夫との間に4人の子供をもうけるが、夫は1922年に死去した。
マシュー・ビアードが1985年2月16日に114歳222日で死去したことに伴い、世界最高齢の座についた。
1986年10月21日、ミズーリ州セントルイス郡の老人ホームで死去。115歳79日。